# Seznam medailistek na Světovém poháru ve sportovním lezení – obtížnost
Seznam medailistek na Světovém poháru ve sportovním lezení – obtížnost
| Rok  | Vítězka                      | 2. místo           | 3. místo                     |
| ---- | ---------------------------- | ------------------ | ---------------------------- |
| 1989 | Nanette Raybaudová           | Luisa Iovane       | Robyn Erbesfieldová          |
| 1990 | Isabelle Patissier Lynn Hill | -                  | Nanette Raybaudová           |
| 1991 | Isabelle Patissier           | Susi Goodová       | Robyn Erbesfieldová          |
| 1992 | Robyn Erbesfieldová          | Isabelle Patissier | Lynn Hill                    |
| 1993 | Robyn Erbesfieldová          | Susi Goodová       | Jelena Ovčinnikovová         |
| 1994 | Robyn Erbesfieldová          | Isabelle Patissier | Natalie Richer               |
| 1995 | Robyn Erbesfieldová          | Laurence Guyon     | Liv Sansozová                |
| 1996 | Liv Sansozová                | Laurence Guyon     | Stéphanie Bodetová           |
| 1997 | Muriel Sarkanyová            | Liv Sansozová      | Stéphanie Bodetová           |
| 1998 | Liv Sansozová                | Muriel Sarkanyová  | Stéphanie Bodetová           |
| 1999 | Muriel Sarkanyová            | Liv Sansozová      | Martina Čufarová             |
| 2000 | Muriel Sarkanyová            | Liv Sansozová      | Stéphanie Bodetová           |
| 2001 | Muriel Sarkanyová            | Martina Čufarová   | Sandrine Levet               |
| 2002 | Muriel Sarkanyová            | Sandrine Levet     | Martina Čufarová             |
| 2003 | Muriel Sarkanyová            | Sandrine Levet     | Angela Eiterová              |
| 2004 | Angela Eiterová              | Muriel Sarkanyová  | Alexandra Eyer Natalija Gros |
| 2005 | Angela Eiterová              | Maja Vidmar        | Caroline Ciavaldini          |
| 2006 | Angela Eiterová              | Sandrine Levet     | Caroline Ciavaldini          |
| 2007 | Maja Vidmar                  | Angela Eiterová    | Muriel Sarkanyová            |
| 2008 | Johanna Ernstová             | Maja Vidmar        | Mina Markovič                |
| 2009 | Johanna Ernstová             | Kim Ča-in          | Maja Vidmar                  |
| 2010 | Kim Ča-in                    | Mina Markovič      | Angela Eiterová              |
| 2011 | Mina Markovič                | Kim Ča-in          | Maja Vidmar                  |
| 2012 | Mina Markovič                | Kim Ča-in          | Johanna Ernstová             |
| 2013 | Kim Ča-in                    | Mina Markovič      | Momoka Odaová                |
| 2014 | Kim Ča-in                    | Mina Markovič      | Magdalena Röck               |
| 2015 | Mina Markovič                | Kim Ča-in          | Jessica Pilzová              |
| 2016 | Janja Garnbretová            | Anak Verhoevenová  | Kim Ča-in                    |
| 2017 | Janja Garnbretová            | Kim Ča-in          | Anak Verhoevenová            |
| 2018 | Janja Garnbretová            | Jessica Pilzová    | Kim Ča-in                    |
| 2019 | probíhá                      |                    |                              |